# Bucina

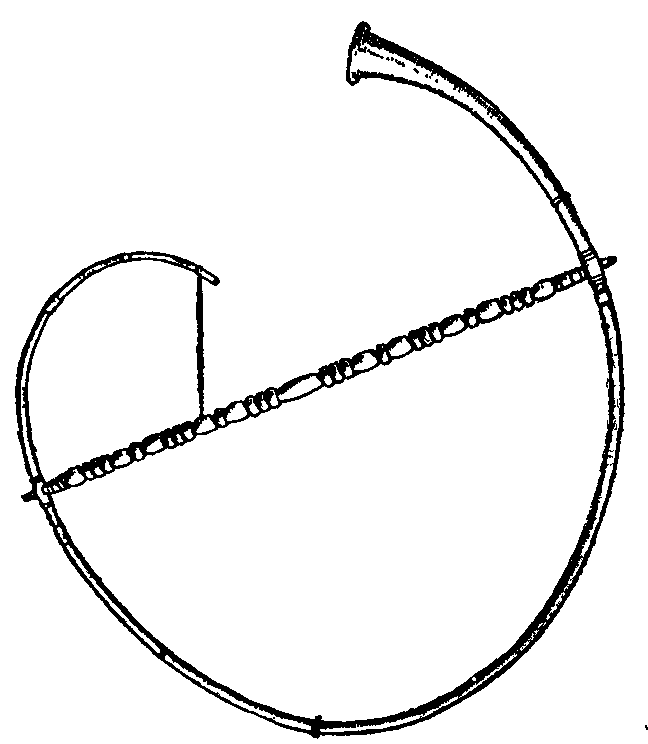
Imagem de uma bucina extraída da duodécima edição da Enciclopédia Britânica.

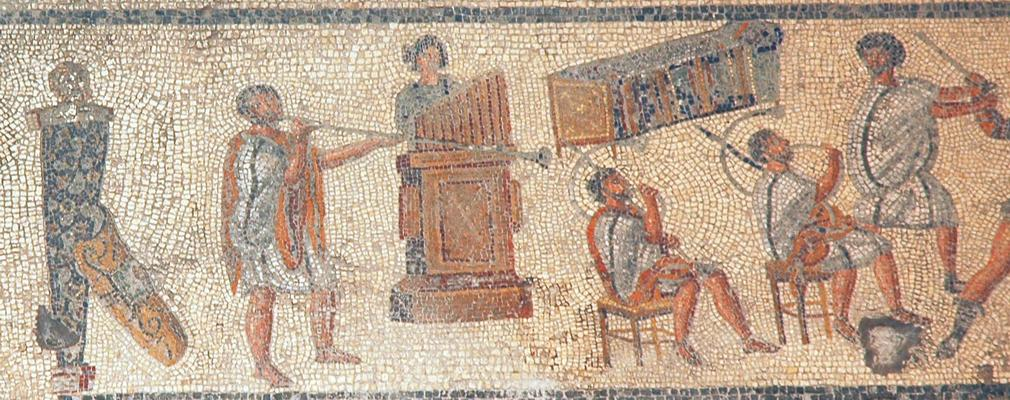
Mosaico de 200 com dois bucinadores sentados.

A bucina (em latim: buccina; būcina) era um instrumento musical de sopro utilizado pelo exército romano. Originalmente era um tubo metálico de cerca de 3,5 metros de comprimento, estreito, e que era sonado graças a um bocal cônico.
O tubo enroscava-se sobre si mesmo, do bocal até o amplificador do som, em forma de um grande "C". A estrutura podia ser fortalecida mediante uma barra transversal de apoio que atravessava a curva, que era utilizada para dar mais estabilidade ao instrumento, enquanto o tubo de som curvava por cima até ficar acima da sua cabeça ou do seu ombro.
Servia para fazer diversos sinais no acampamento como, por exemplo, sinalizar os plantões. Este instrumento é o antecessor da trompete e do trombone.